# Zichy Kázmér (1868–1955)
Zicsi és vázsonykői gróf Zichy Hippolit Kázmér György Lajos, németül: Kasimir Hyppolit Georg Ludwig Zichy von Zich und Waschon (Zichyújfalu, 1868. április 24. – Apc, 1955. május 1.) magyar nagybirtokos, vadászíró, teniszező. A vadászirodalomban kétéves kelet-afrikai vadászkörútjáról írt naplójával vált ismertté.

## Élete
Zichy Kázmér György Lajos néven született 1868. április 24-én Ujfaluban (a Hippolit utólag felvett név). Apja gróf Zichy Nepomuk János (1834–1916) magyar nagybirtokos, császári és királyi kamarás, anyja báró földvári Földváry Júlia Gizella (1845–1912) volt. Az apai nagyszülei gróf Zichy Kázmér (1802–1847), földbirtokos és gróf Maria zu Königsegg-Rothenfels (1814–1851) voltak. Az anyai nagyszülei báró földvári Földváry Lajos (1811–1881), császári és királyi kamarás, földbirtokos és salfai és felsőőri Szita Alojzia (1819–1866) voltak. Zichy Kázmérnek egyetlen egy testvére volt, gróf Zichy István (1865–1921).
Székesfehérvárott, a ciszterci főgimnáziumban érettségizett. A hadseregben főhadnagyi és századosi rangig jutott.

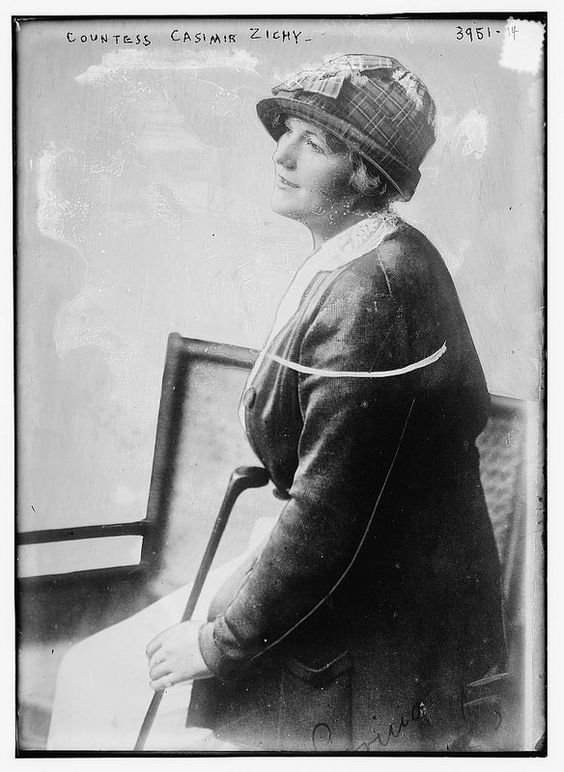
Julia May Moran (1892–1962), Zichyújfalu grófnéja 1921-től 1949-ig (1916)

Apja, Zichy Nepomuk János 1916. október 3-án meghalt. Bátyja, Zichy István 1921-ben halt meg, ezt követően került Zichyújfalu élére Kázmér. Kázmér a majorságot bérbe adta. 1938-ban az engedélyével a faluban forgathatták Danielle Darrieux francia színésznő egyetlen magyarországi filmjének (Egy pesti éjszaka) egyes jeleneteit. (A filmben a vasútállomás homlokzatán „Tállya” felirat látható.)
A második világháború idején a térségben súlyos harcok dúltak, a közeli Székesfehérvár többször is gazdát cserélt, így a front tartósan Fejér vármegye területén rekedt. A német fosztogatások következtében a nagybirtok széthullott, a szervezettség megszűnt, Kázmérnak és családjának menekülnie kellett. A környéken a háború 1945 márciusáig tartott. Az év tavaszán a grófnak és idősebb fiának, Endrének visszaadták a kastélyt és 100–100 hold földterületet, négy évvel később azonban államosították a nagybirtokot, így a családnak végleg mennie kellett.
Életének utolsó éveit a Heves vármegyei Apcon töltötte. Ott is halt meg 1955. május 1-én, végelgyengülésben. A zichyújfalui temetőben helyezték végső nyugalomra édesapja és édesanyja sírjában.

## Házasságai és leszármazottjai
1895. szeptember 19-én Budapesten feleségül vette herceg Odescalchi Ilona Paulina Antonia Livia (Nyitraszerdahely, 1859. május 11.–Budapest, 1932. július 29.) kisasszonyt, akinek a szülei herceg Odescalchi Gyula (1828–1895), földbirtokos és gróf Degenfeld-Schonburg Anna (1835–1925) voltak. Az apai nagyszülei herceg Odescalchi Ágost (1808–1848), földbirtokos és gróf zicsi és vázsonykői Zichy Anna (1807–1900) voltak. Az anyai nagyszülei gróf Degenfeld-Schonburg Imre (1810–1883), földbirtokos és bökönyi Bek Paulina (1815–1856) voltak. Zichy Kázmér gróf és Odescalchi Ilona hercegnő frigyéből két közös gyermek született: 
- gróf Zichy Anna Paulina Bertha Ilona, (Budapest, 1896. október 15.–Toronto, 1971. november 3.). Férje: liptószentiványi Szent-Iványi Farkas (Ipolymagyari, 1889. június 28.–Apc,1961. augusztus 11.)
- gróf Zichy Endre Gyula (Sajóvámos, 1899. május 9.–Johannesburg, Dél Afrika, 1980. április). Felesége: Inge Müller.

Feleségével 1916 körül különböző okok miatt elváltak. Így gróf Zichy Kázmér 1916. augusztus 5-én Seregélyesen vagy Székesfehérvárott újraházasodott: Julia May Morant (1892–1962) vette el, aki egy gazdag amerikai családból származott. Ebből a házasságból három gyermek született: 
- gróf Zichy Mihály Kázmér János (Budapest, 1917. július 6.–Calgary, 1983. április 7.). Felesége: gróf Marie Henriette von Herberstein (*Gross-Opatowitz, 1914. március 4.–Calgary, 1982. április 30.)
- gróf Zichy Mária (Budapest, 1918. július 26.–1998). Férje: gróf németújvári Batthyány József (1912. szeptember 29.–1994. május 30.)
- gróf Zichy Júlia, becenevén Csuli (Budapest, 1922. szeptember 9.–2012). 1. férje: Rosslyn Penney. 2.f. Richard Warren.[16]

## Hobbijai

### Vadászszenvedélye
Legendásan jó vadász hírében állt. Hozzáértését versenyeken is bizonyította. 1901-ben például országos bajnok lett galamblövészetben. A versenyen apja is szép eredménnyel szerepelt. 1907–1908-ban kelet-afrikai vadászkörúton vett részt. Élményeiről naplót írt, mely könyv formájában többször is megjelent A Guaso Nyiro mentén a Natron-tóig címmel. A zichyújfalui vadaskertet hozzáértéssel szervezte. Ő volt az elnöke a Balatoni Galamblövő Egyesületnek. Tehetségét kortársai is elismerték.

#### Vadásznaplója
Az 1907–1908-as kelet-afrikai vadászkörúton készült művét 1910-ben adták ki először könyv formájában, A Guaso Nyiro mentén a Natron-tóig címmel. Utoljára 2007-ben a Dénes Natúr Műhely Kiadó jelentette meg a könyvet felújított szövegkörnyezettel, eredeti képanyaggal és a helyszínt rekonstruáló térképpel.

### Tenisz
Versenyszerűen teniszezett. Az 1894-es magyar teniszbajnokságon bronzérmet szerzett.

## Egyéb érdekesség
A faluban ma is élnek szép számmal személyéhez kötődő tősgyökeres családok, azonban csak kis részük őrzi aktívan a mai napig az uradalmi időkből megmaradt emlékeket, tárgyakat. A Hangyál család az egyik ilyen család, felmenőik ugyanis szoros kapcsolatban álltak Zichy Kázmérral és családjával. Hangyál Károly (1893–1967) volt a család egyik kocsisa, majd az uradalom lovásza, így Kázmér gróf egyik legközelebbi bizalmasa, felesége, Tabi Julianna (1898–1973) pedig az utolsó grófi szakácsnő. Leszármazottaiknak több generációja is él ma a faluban.

## Galéria

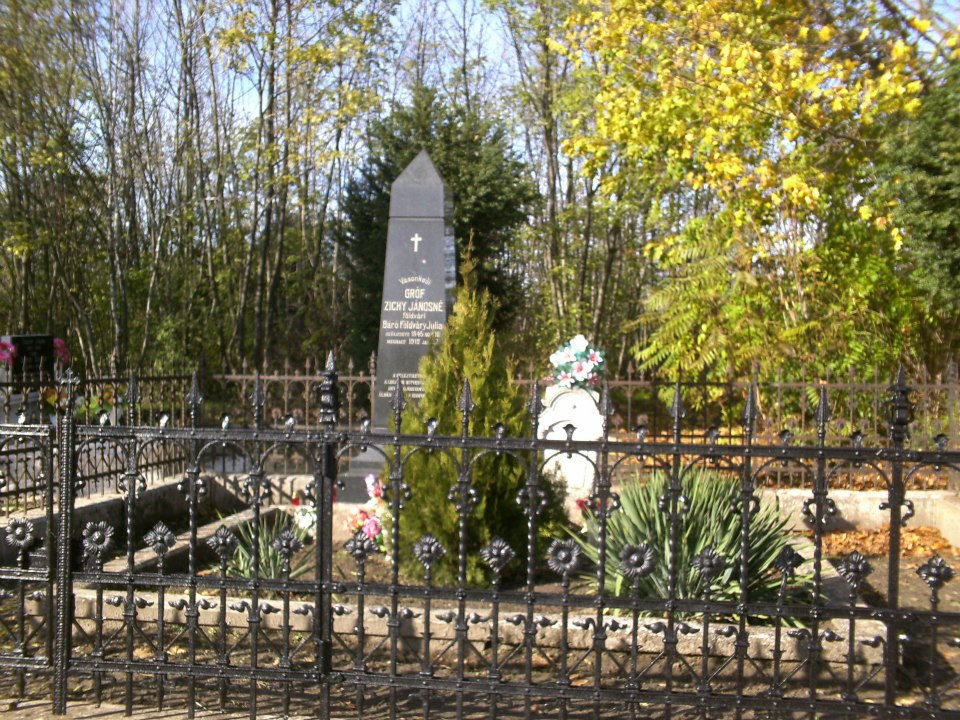
Apjával és anyjával közös sírhelye Zichyújfaluban
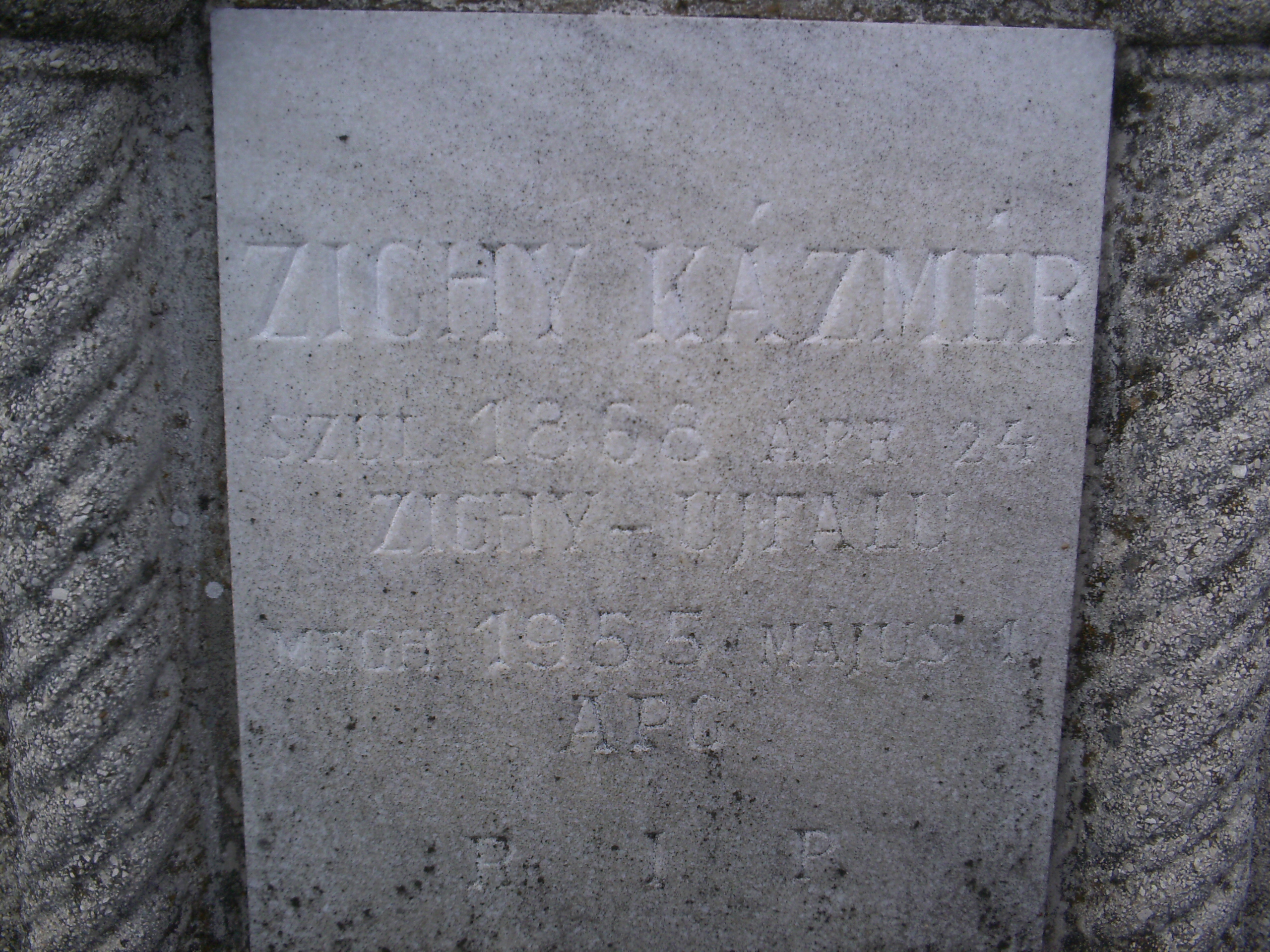
Zichy Kázmér sírfelirata
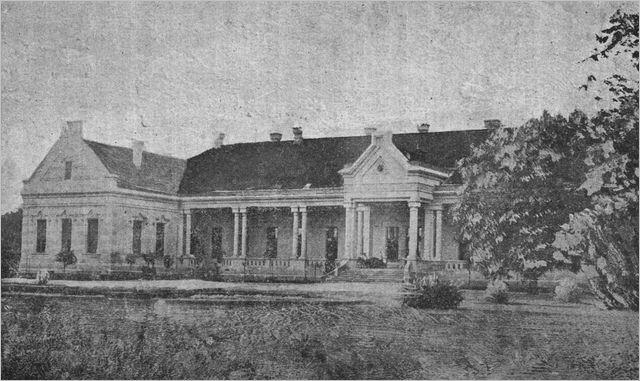
A zichyújfalui kastély 1904-ben
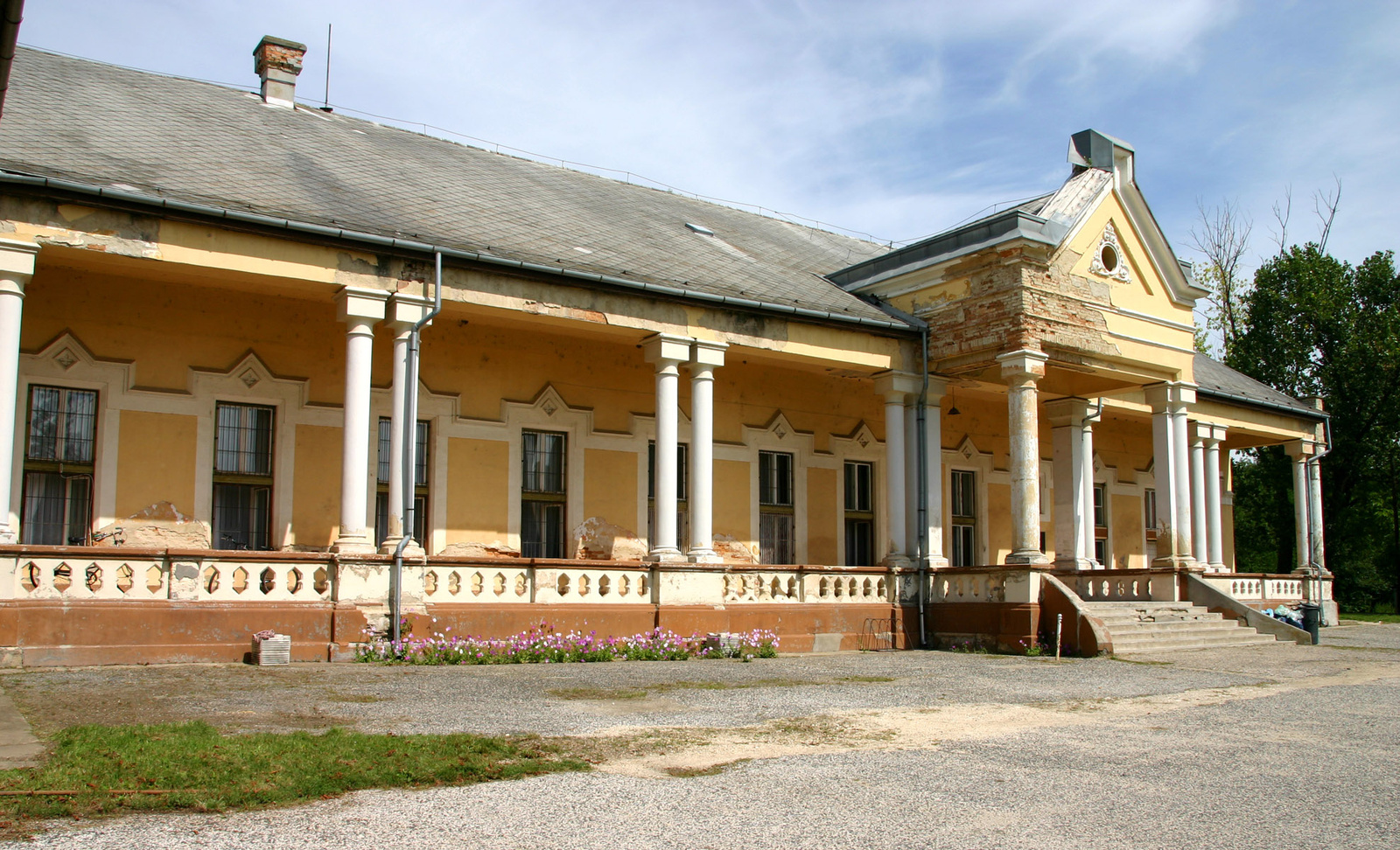
A kastély 2011-ben
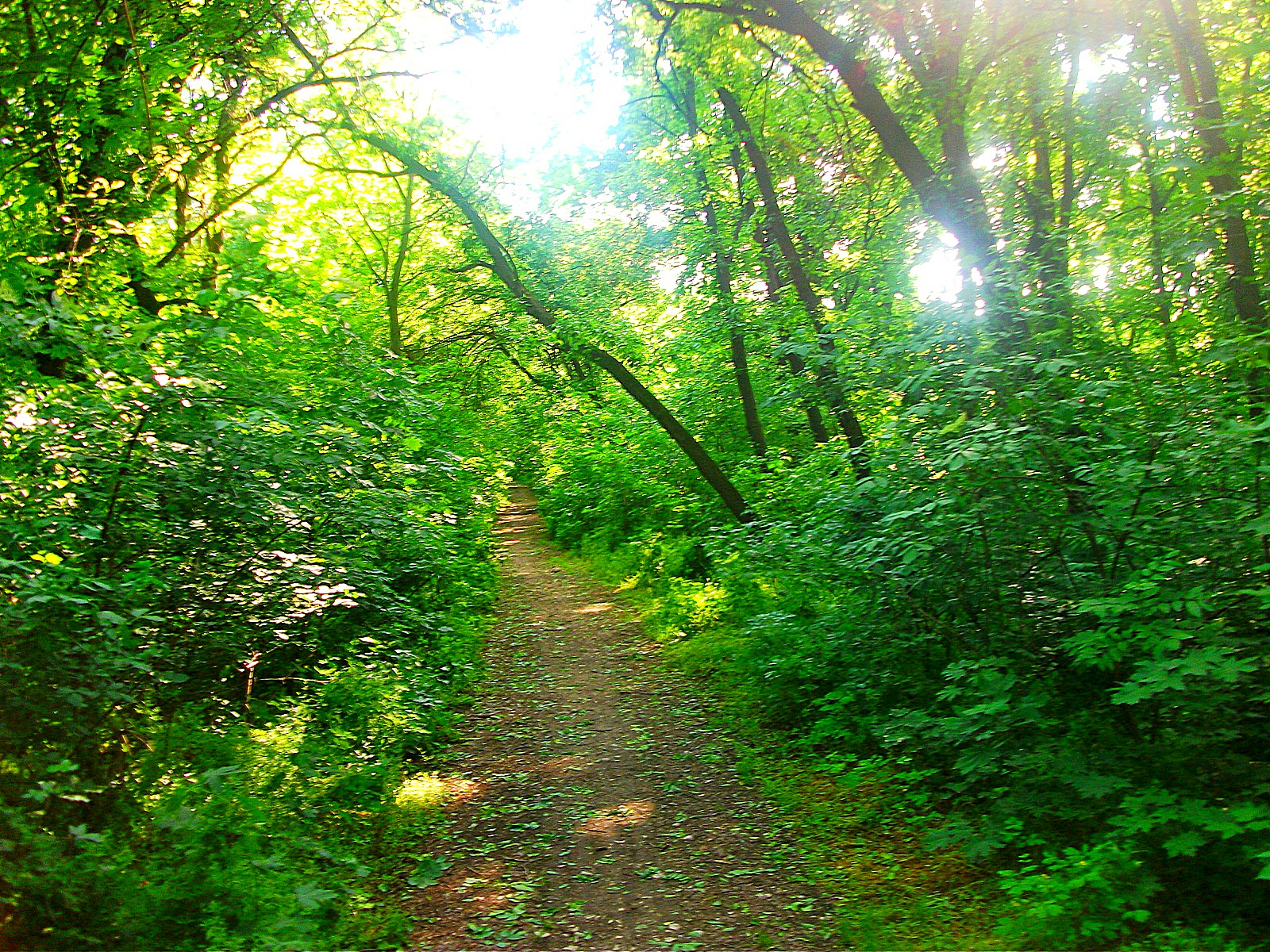
A nagy kastélypark maradványai 2013-ban